# Милованов, Богдан
Богдан Милованов (укр. Богдан Мілованов; род. 19 апреля 1998, Луганск) — украинский и испанский футболист, полузащитник шведского «Сириус».

## Клубная карьера
Начал свою карьеру в молодёжной академии «Алькобендас» в 2011 году. В его составе в 2015 году дебютировал в Терсере. В июле 2015 года он перешёл в молодёжную команду «Хетафе», а в 2016 году дебютировал за вторую команду клуба, где провёл девять матчей. В 2017 году Милованов перешёл в клуб «Сан-Себастьян-де-лос-Рейес», выступавший в Сегунде B. За сезон он сыграл 22 матча и забил один гол.
В 2018 году Милованов присоединился к «Спортингу» из Хихона, где начал выступать за вторую команду. С 2019 года Милованов стал привлекаться к играм основной команды «Спортинга». 6 января 2022 года в матче 1/16 финала кубка Испании против «Вильярреала» на 88-й минуте забил победный мяч.
В июле 2022 года перешёл в португальский клуб «Арока» на правах свободного агента. 5 августа в матче первого тура с «Бенфикой» дебютировал в чемпионате Португалии, появившись на поле после перерыва вместо Алана Руиса. В июле 2024 года покинул команду.
1 февраля 2025 года перешёл в шведский «Сириус», с которым подписал контракт, рассчитанный на три года. Первую игру за новый клуб провёл 17 февраля в матче группового этапа кубка страны против «Хельсингборга».

## Карьера в сборной
Выступал за молодёжную сборную Украины. В её составе дебютировал 21 марта 2019 года в товарищеском матче с Эстонией.

## Личная жизнь
Родился в Луганске, но в пятилетнем возрасте вместе с родителями переехал в Испанию.